# Walter Steding
Walter Steding (Pittsburgh, 9 luglio 1953) è un artista, musicista e attore statunitense.

## Biografia
È stato pittore e musicista della "downtown scene" di New York negli anni settanta e ottanta. Assistente di Andy Warhol alla Factory dal 1979 al 1983. Nel 1981 avviò con Warhol la società di produzione discografica Earhole e la società editrice Capt. Henry, di cui Andy Warhol fu manager. Ha sempre continuato la sua attività artistica di violinista e pittore e la sua musica è stata prodotta da Chris Stein dei Blondie.
È stato il leader dell'orchestra dello show televisivo TV Party ed ha interpretato se stesso nei film Downtown 81 e Face addict.
Adesso suona nella band Crazy Mary.